# جوبيلو إيواتا
جوبيلو إيواتا (باليابانية: ジュビロ磐田) هو نادي كرة قدم ياباني وهو نادي أساسي في اليابان. وقد تأسس سنة 1991م.

## أهم اللاعبين الذين لعبوا للعين خلال تاريخه
- دونغا
- أديلسون باتيستا
- أليساندرو أندرادي دي أوليفيرا
- جاي بوثرويد
- أفرام بابادوبولوس
- سالفاتوري سكيلاتشي
- جيرالد فانينبورغ
- روبيرتو توريس
- ديميتري رادتشينكو
- أليكساندر زيفكوفيتش